# Кашинка (Брянская область)
Кашинка — деревня в Карачевском районе Брянской области, в составе Карачевского городского поселения. 

Расположена в 5 км к северо-востоку от Карачева, в 3 км к западу от села Одрина. Население — 15 человек (2010).

## История
Упоминается с первой половины XIX века (также называлась Волочиловка). Бывшее владение А. И. Дудинской, позднее Долгоруковой; состояла в приходе села Одрина.
До 1929 года входила в Карачевский уезд (с 1861 — в составе Драгунской волости, с 1925 в Карачевской волости); с 1929 в Карачевском районе. До 1960 года входила в Одринский сельсовет, в 1960—1965 в Новгородском, в 1965—2005 в Мальтинском сельсовете.
| Годы      | 1866 | 1887 | 1926 | 1979 | 1989 | 2002 | 2010 |
| --------- | ---- | ---- | ---- | ---- | ---- | ---- | ---- |
| Население | 135  | 204  | 228  | 56   | 31   | 35   | 15   |